# Pulau Gemantung Ilir
Pulau Gemantung Ilir is een bestuurslaag in het regentschap Ogan Komering Ilir van de provincie Zuid-Sumatra, Indonesië. Pulau Gemantung Ilir telt 1324 inwoners (volkstelling 2010).